# Свети Георги (Ново село, Струмишко)
Вижте пояснителната страница за други значения на Свети Георги.
„Свети Великомъченик Георги“ или „Свети Георгий“ (на македонска литературна норма: „Свети Георгиј“, „Свети Ѓорѓи“) е възрожденска православна църква в струмишкото Ново село, Република Македония. Част е от Струмишката епархия на Македонската православна църква – Охридска архиепископия.

## История
Църквата е изградена в 1842 година.

## Архитектура
В архитектурно отношение е трикорабна псевдобазилика. Трите кораба са разделени с шест двойки колони. Стълбовете са изписани с имитации на акантови листа. Капителите са комбинация от торус и трохилус.
Таванът на трите кораба е плосък. Таванът е касетиран с много полета и профилирани, изписани бордюри.
От север и запад има открит трем. Апсидата на изток е единична, неразчленена и без декорация.
Прозорците са с полукръгли арки (окулуси), а на източната фасада три кръгли мандорли. В средната е разположен равностранен фитоморфен кръст (четирилистна детелина). Отстрани на централния прозоречен отвор има два други с вид на запетайки. Прозорците на дългите стени са в плитка правоъгълна ниша, подобно на църквата в Моноспитово.
Във вътрешността стълбовете, разделящи трите кораба са измазани, а капителите и арките са позлатени и изписани.

## Иконопис
Надписът за обновлението на църквата гласи:
| „ | Ѡбновленїе храма стагѡ великомȢченика Геѡргiѧ побѣдоносца сосъ предстоѧнїето на г. г.... и сосъ негѡво благопочтеннородiе г. г. Велко Костодиновичъ... и г. г. Тане епїтропъ Марковичъ и негово благопочтеннородїе и трȢдолюбїе г. г. Андонъ Зографъ ѿ каза Дебръ ѿ село Гари за дȢшевное ихъ спасенїе и тѣлесное здравїе ссе домомъ и чадомъ ихъ. | “ |

Според Асен Василиев храма обаче няма запазени творби на споменатия Андон Зограф. Престолните икони са от 1849 година и може би тогава са заменени иконите на Андон Зограф. Според Асен Василиев иконите са на Михаил Анагност, но според Дарко Николоски са на сина му Николай Михайлов и те са първото му самостоятелно дело. Подписът на иконата на Рождество Богородично е „Χειρ Νικωλαου του Μιχαηλ ζωγραφου εν Κρουσοβου 1849 νοεμ: 10“. Според Емилия Апостолова-Чаловска в храма има две икони на Андон Петров от 1853 до 1864 година.